# سیارک ۱۶۹

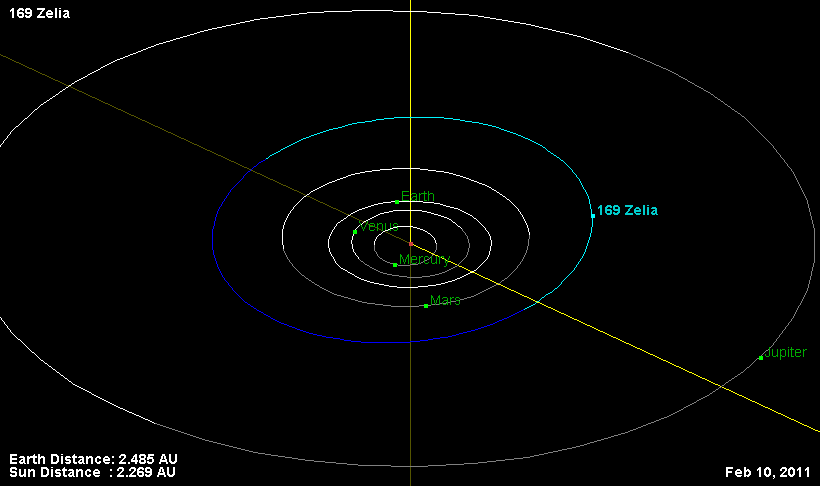
نمایی از محل قرارگیری سیارک ۱۶۹ در مدار – ۲۰۱۱

سیارک ۱۶۹ (به انگلیسی: 169 Zelia) صد و شصت و نهمین سیارک کشف شده‌است که در ۲۸ سپتامبر ۱۸۷۶ و در پاریس کشف شد.
قدر مطلق سیارک برابر ۹٫۵۶ است.